# Franciszek Ogrodowicz
Franciszek Łukasz Ogrodowicz h. Brochwicz (ur. w 1777 roku w Pyzdrach, zm. 8 listopada 1850 w Nowej Wsi) – polski prawnik, uczestnik insurekcji kościuszkowskiej.

## Życiorys
Był synem Karola Ogrodowicza, burmistrza Pyzdr, i jego trzeciej żony, Martyny z Różewiczów. 
W 1794 roku wziął udział w powstaniu kościuszkowskim. Następnie studiował prawo na Uniwersytecie Viadrina we Frankfurcie nad Odrą. Prawnikami byli też jego bracia Łukasz Piotr (1781-?) i Karol Jan (1797-1837). Jako student prowadził zajęcia z języka polskiego w szkole w Pyzdrach.
Swoją karierę zawodową rozpoczął jako komisarz sądowy w Pyzdrach. W latach 1809–1816 wymieniany jest jako patron (mecenas) Trybunału Cywilnego Departamentu Poznańskiego, zaś w 1816 jako patron trybunału miasta Kórnika. Następnie wyjechał do Warszawy, gdzie został mecenasem Sądu Najwyższej Instancji. W 1824 r. był obrońcą Józefa Koszutskiego, oskarżonego o przynależność do spisku skupionego wokół Wolnomularstwa Narodowego, założonego przez Waleriana Łukasińskiego. Szymon Askenazy w swojej biografii Łukasińskiego podaje, że Ogrodowicz wygłosił dość suchą i bladą wygłosił mowę. Między 1826 a 1828 rokiem powrócił do Poznania, gdzie został radcą sprawiedliwości. W tym czasie był jednym z inicjatorów budowy Kościoła św. Wawrzyńca z Zaniemyślu (1840-1842). Dwukrotnie, w latach 1843 i 1844 był wybierany do rady miejskiej. W tym czasie był jej przewodniczącym, zaś jego zastępcą był Karol Marcinkowski.
W ostatnich latach życia zamieszkał w majątku Nowa Wieś (ob. Nowa Wieś Górna), gdzie wybudował nowy dwór na dawnych fundamentach. Obecnie jest on wpisany do rejestru zabytków. Zmarł tamże 8 listopada 1850 roku. 11 listopada spoczął na miejscowym cmentarzu. W nekrologu zamieszczonym przez jego córkę Teresę Julię Kosińską w Kurierze Warszawskim widnieje błędna informacja, jakoby zmarł w Poznaniu. Z kolei w publikacji Andrzeja Tadeusza Tyszki pt. Nekrologi "Kuriera Warszawskiego" 1821-1939 z 2001 roku widnieje informacja, jakoby Franciszek Ogrodowicz został pochowany na Cmentarzu Powązkowskim w Warszawie. W istocie 29 listopada odbyło się w Warszawie jego nabożeństwo żałobne, jednak nie jest to równoznaczne z tym, iż został on tam pochowany. Grób Ogrodowicza nie widnieje w ewidencji cmentarza.

## Rodzina
Jego pierwszą żoną była Teresa Krzesińska (ok. 1781-1824). Para miała dziesięcioro dzieci: Paulę (1803-?); Amelię Martynę (1805-?); Napoleona Antoniego (1806-1850); Kornelię, zamężną Bruck (ok. 1807-1848); Juliusza Józefa (1809-1810); Józefa Franciszka (1810-?); Teressę Julię, zamężną Kosińską (1811-1851); Leopolda Aleksandra Franciszka (1813-?); Maksymiliana Teofila (1815-1848) oraz Józefa Ludwika Franciszka (1816-?).
Po śmierci żony poślubił w dn. 5 czerwca 1824 roku Joannę Agnieszkę Langa (ok. 1790-1876). Para miała co najmniej troje dzieci: Jana Stanisława (1828-1859), Jadwigę Sewerynę Emilię (1829-1843) i Fabiannę (1832-1834).
Majątek Nowa Wieś, podobnie jak Sułkowice, odziedziczył Jan Stanisław, zmarły w 1859 roku. Według innych źródeł, właścicielką majątku była wdowa po Franciszku, Agnieszka Ogrodowicz, zmarła w 1876 roku. W 1879 r. Nowa Wieś została sprzedana niejakiemu von Treskowowi z Radojewa przez Józefę z Ulatowskich Ogrodowicz, wdowę po Janie Stanisławie.
Dwaj synowie Franciszka, Napoleon Antoni oraz Maksymilian, wzięli udział w powstaniu listopadowym oraz powstaniu wielkopolskim 1846 roku. Maksymilian poległ w bitwie pod Sokołowem w czasie drugiego powstania wielkopolskiego. Synowie Antoniego Napoleona, Władysław Stanisław Wojciech (1841-1883) i Antoni Mikołaj (1846-1926) wzięli udział w powstaniu styczniowym. Wnukiem Antoniego Mikołaja był łącznik Armii Krajowej, Jerzy Władysław Ogrodowicz (1918-1983). Ponadto źródła wymieniają uczestników powstania listopadowego: Józefa, późniejszego emigranta i Leopolda, jednakże brak wskazówek pozwalających zidentyfikować ich jako synów Franciszka.
W Warszawie Ogrodowicz mieszkał przy ulicy Krakowskie Przedmieście nr 385. Według taryfy z 1825 roku, budynek ten należał do Franciszka Ryxa. W 1867 r. grupa kamienic, do której należał dom nr 385, została rozebrana. Obecnie w tym miejscu znajduje się skwer im. Herberta Hoovera.
W 1847 r. nabył majątek Goślub, który należał następnie do jego syna Jana Leopolda.